# Ľubomír Ftáčnik
Ľubomír Ftáčnik (nacido el 30 de octubre de 1957 en Bratislava), es un jugador de ajedrez eslovaco, que tiene el título de Gran Maestro desde 1980. Ftáčnik fue Campeón de Europa juvenil en 1976/77 y se le otorgó el título de Maestro Internacional poco después, lo que supuso el inicio de una exitosa carrera como jugador en competiciones nacionales e internacionales.
Su máximo Elo fue de 2.618 puntos, en la lista de abril de 2001 (posición 69 en el ranking mundial).

## Resultados destacados en competición
En su Checoslovaquia natal (actualmente República Checa y Eslovaquia) fue campeón nacional en cinco ocasiones (1981, 1982, 1983, 1985 y 1989), además de ser dos veces campeón de Eslovaquia, en 1977 y 1979, cuando todavía formaba parte de Checoslovaquia. Ha ganado muchos torneos, como Esbjerg 1982, Trnava 1983, Altensteig 1987, el abierto de Baden-Baden 1987, Viena 1990 y Parkroyal Surfers (Australia) 2000. En Cienfuegos 1980, Dortmund 1981, Lugano 1988, y el Abierto de Cappelle-la-Grande de 1997, empató en primer lugar, y en Hradec Králové 1981 fue segundo. En 1987 empató con Kiril Georgiev, Gran Maestro búlgaro.
A finales de 2005 participó en la Copa del Mundo de 2005 en Janti-Mansisk, un torneo clasificatorio para el ciclo del 	Campeonato Mundial de 2007, donde tuvo una mala actuación y fue eliminado en primera ronda por Andrei Istratescu.
En las Olimpiadas de ajedrez ha representado primero a Checoslovaquia, y después a Eslovaquia desde 1980, con la única excepción de 1998. Su mejor actuación fue en 1982, cuando con una puntuación del 67,9% ayudó a Checoslovaquia a ganar la medalla de plata, un resultado muy por encima de las expectativas.
En los últimos años ha dedicado parte de su tiempo a viajar al extranjero y especialmente a Estados Unidos, donde ha asistido a campamentos de verano de ajedrez, ha promocionado su libro (Winning The Won Game - 2004 Batsford/Chrysalis, coescrito con Danny Kopec) y ha competido en torneos. En 2006, terminó en primer lugar en el Abierto Nacional de Las Vegas y siguió con una victoria absoluta en el Abierto de Carolina del Sur.
En el torneo de Ámsterdam 2006 acabó a sólo medio punto de los líderes, en una competición que tuvo un altísimo nivel, con jugadores de primera fila como Serguéi Tiviakov, Jan Timman, Friso Nijboer o Vladimir Tukmakov.
Ftáčnik juega en la Bundesliga alemana y ha participado ocasionalmente en la 4NCL.

## Vida personal
Ftáčnik tiene un hijo, Martin, nacido en 1985. Su hermano gemelo, Jan Ftáčnik, es físico en el Departamento de Física de la Universidad Comenius de Bratislava. Su hermano mayor, Milan Ftáčnik, fue alcalde de Bratislava entre 2011 y 2014.